# Geocrinia victoriana
Espèce
Synonymes
- Crinia victoriana Boulenger, 1888
- Crinia froggatti Fletcher, 1891

Statut de conservation UICN

 LC  : Préoccupation mineure
Geocrinia victoriana est une espèce d'amphibiens de la famille des Microhylidae.

## Répartition
Cette espèce est endémique du Sud-Est de l'Australie,. Elle se rencontre jusqu'à 1 500 m d'altitude dans le sud-est du Victoria et dans l'extrême Sud-Est de la Nouvelle-Galles du Sud.

## Description
L'holotype de Geocrinia victoriana, une femelle, mesure 27 mm. Cette espèce a la face dorsale brun foncé tacheté de noirâtre. Sa tête est ornée de chaque côté d'une bande noire traversant l’œil. Le bas de son dos est marqué d'une grande tache triangulaire noire. Ses flancs et ses membres sont finement tachetés de blanc. Sa face ventrale est brun cuivré tacheté de blanchâtre et de brun foncé.

## Étymologie
Son nom d'espèce lui a été donné en référence au lieu de sa découverte, Warragul dans l’État de Victoria.

## Publication originale
- Boulenger, 1888 : Descriptions of two new Australian frogs. Annals and Magazine of Natural History, sér. 6, vol. 2, p. 142-143 (texte intégral).